# Interrex i Den polsk-litauiske realunion
Regenterne af Den polsk-litauiske realunion blev valgt ved frie valg af adelen i de to lande. Valgene førte ofte til et langt interregnum. Efter 1572 tilfaldt interrex-rollen den romersk-katolske ærkebiskop af Gniezno, Polen. Ærkebiskoppen kunne udpege en afløser (normalt biskoppen af Kujavia).
Interrex repræsenterede landet uderigspolitisk og overvågede administrationen indtil en ny konge blev valgt. Under særlige omstændigheder kunne interrex erklære krig og forhandle fred. Han indkaldte og præsiderede Sejmen og ledte valg i Sejmas, der valgte kongen.
| Interrex i Den polsk-litauiske realunion | Interrex i Den polsk-litauiske realunion | Interrex i Den polsk-litauiske realunion |
| Blev indsat som interrex                 | Afgik som interrex                       | Interrex |
| ---------------------------------------- | ---------------------------------------- | --- |
| 1572                                     | 1573                                     | Jakub Uchański |
| 1574                                     | 1575                                     | Jakub Uchański (igen) |
| 1586                                     | 1587                                     | Stanisław Karnkowski |
| 1632                                     | 1632                                     | Jan Wężyk |
| 1648                                     | 1648                                     | Maciej Łubieński |
| 1668                                     | 1669                                     | Mikołaj Prażmowski |
| 1673                                     | 1674                                     | Kazimierz Florian Czartoryski |
| 1674                                     | 1674                                     | Efter Kazimierz Florian Czartoryskis sygdom og død af biskoppen af Kraków, Andrzej Trzebicki og biskoppen af Poznań, Stefan Wierzbowski         |
| 1696                                     | 1697                                     | Michał Stefan Radziejowski |
| 1704                                     | 1705                                     | Michał Stefan Radziejowski (igen) |
| 1704                                     | 1705                                     | Michał Stefan Radziejowski blev frateget sine beføjelser af Paven og skjulte sig. Han blev er stattet af biskoppen af Poznań, Mikołaj Święcicki |
| 1733                                     | 1734                                     | Teodor Andrzej Potocki |
| 1763                                     | 1764                                     | Władysław Aleksander Łubieński |